# 科姆庫格 (亞利桑那州)
科姆庫格（英語：Kom Kug）是位於美國亞利桑那州皮馬縣的一個非建制地區。該地的面積和人口皆未知。

## 地理
科姆庫格的座標為31°36′38″N 110°40′15″W / 31.61056°N 110.67083°W，而該地的平均海拔高度為975米（即3199英尺）。